# 476 (số)
476 (bốn trăm bảy mươi sáu) là một số tự nhiên ngay sau 475 và ngay trước 477.